# Felix Afena-Gyan
Felix Afena-Gyan (Sunyani, 2003. január 19.) ghánai labdarúgó, az AS Roma játékosa.

## Pályafutása

### Klubcsapatokban
Az EurAfrica csapatából került 2021. március 13-án először kölcsönbe az olasz az AS Roma akadémiájához, majd végleg szerződtették. Október 24-én először kapott lehetőséget a felnőtteknél a Napoli elleni bajnokin a kispadon.
Három nappal később mutatkozott be a Cagliari ellen az 57. percben Matías Viña cseréjeként. November 21-én a 75. percben Eldor Shomurodov cseréjeként lépett pályára a Genoa ellen idegenben 2–0-ra megnyert mérkőzésen. Pályára lépését követően duplázott. Góljaival az olasz első osztályban az első játékos lett, aki 2003. január 1. után születettként volt eredményes.

### A válogatottban
2021. november 4-én először hívták be a ghánai válogatottba.

## Statisztika
2021. november 21-i állapotnak megfelelően.
| Klub     | Szezon   | Bajnokság | Bajnokság | Bajnokság | Kupa  | Kupa  | Nemzetközi | Nemzetközi | Egyéb | Egyéb | Összesen | Összesen |
| Klub     | Szezon   | Bajnokság | Mérk.     | Gólok     | Mérk. | Gólok | Mérk.      | Gólok      | Mérk. | Gólok | Mérk.    | Gólok    |
| -------- | -------- | --------- | --------- | --------- | ----- | ----- | ---------- | ---------- | ----- | ----- | -------- | -------- |
| Roma     | 2021–22  | Serie A   | 3         | 2         | 0     | 0     | 0          | 0          | 0     | 0     | 3        | 2        |
| Összesen | Összesen | Összesen  | 3         | 2         | 0     | 0     | 0          | 0          | 0     | 0     | 3        | 2        |